# Camponotus gasseri
Camponotus gasseri é uma espécie de inseto do gênero Camponotus, pertencente à família Formicidae.